# Багрич Дмитро Миколайович
Дмитро́ Микола́йович Ба́грич (нар. 26 березня 1936, Харків, Україна — пом. 30 серпня 1980, Москва) — український радянський футболіст, захисник. Вихованець клубу «Локомотив» Харків.
Відомий за виступами за московський ЦСКА, був капітаном команди. Виступав за олімпійську збірну СРСР. Майстер спорту СРСР (1959).

## Біографія
Народився 26 березня 1936 року в Харкові. Вихованець харківського «Локомотива». У 1952—1954 роках виступав за молодіжний склад харків'ян, в 1955 за команду майстрів.
1956 року перейшов до Києва у клуб ОБО. В 1956—1957 рр. — ОБО (Свердловськ).
У 1958 році перейшов у московський ЦСКА. За армійців провів 311 матчів, забив 1 гол. Багрич перший з футболістів ЦСКА досяг позначки 300 матчів за армійський клуб. За кількістю матчів за ЦСКА (311) займає третє місце після Володимира Федотова (382) та Володимира Полікарпова (341).
Після закінчення кар'єри футболіста працював на кафедрі фізкультури Військово-політичної академії імені Леніна викладачем фізичного виховання.
Помер 30 серпня 1980 року в Москві від раку головного мозку. Похований на Митинському кладовищі.

## Досягнення
- Чемпіон СРСР: 1970.
- Бронзовий призер чемпіонату СРСР: 1958, 1964, 1965.
- Фіналіст Кубка СРСР: 1967.

Входив до списку «33 найкращих»: № 2 — 1959, 1966, № 3 — 1958, 1960, 1962, 1965.
Майстер спорту СРСР: 1959.
Першим з армійських футболістів досяг позначки 300 матчів за ЦСКА.